# Isomorfisme
En matemàtiques, un isomorfisme és un morfisme que admet un invers, que és també un morfisme.
Conseqüentment, un isomorfisme és una bijecció, ja que les relacions algebraiques entre els elements del conjunt d'arribada són les mateixes que els seus antecedents respectius, i l'estructura algebraica es conserva.

## Definició formal
Un isomorfisme es pot definit concisament com un homomorfisme bijectiu tal que la seva inversa és també un homomorfisme. És a dir:
| Un isomorfisme entre dos conjunts ordenats {\displaystyle (P,\leq )} i {\displaystyle (Q,\leq ')} és una funció bijectiva {\displaystyle {\begin{array}{rrcl}h:P\to Q\\\end{array}}} tal que: Per a tot {\displaystyle p_{1},p_{2}\in P} es té que {\displaystyle p_{1}\leq p_{2}} si i només si {\displaystyle h(p_{1})\leq 'h(p_{2})}. |

Si existeix un isomorfisme entre {\displaystyle (P,\leq )} i {\displaystyle (Q,\leq ')}, llavors {\displaystyle (P,\leq )} i {\displaystyle (Q,\leq ')} s'anomenen isomorfes i la bijecció {\displaystyle h} es coneix com isomorfisme entre {\displaystyle (P,\leq )} i {\displaystyle (Q,\leq ')}. A més, {\displaystyle P} i {\displaystyle Q} reben el nom de similars entre sí.
Si {\displaystyle P=Q}, es diu que l'isomorfisme és un automorfisme. Es pot demostrar que donat un conjunt ben ordenat, l'únic automorfisme possible és la funció identitat.

## Propietats en els ordres totals
Els isomorfismes en conjunts linealment ordenats tenen una relació d'equivalència, és a dir, cumpleixen la reflexivitat, la simetria i la transitivitat, és a dir:
| Siguin {\displaystyle (A,\leq )}, {\displaystyle (B,\leq ')} i {\displaystyle (C,\leq '')} conjunts linealment ordenats, llavors: - {\displaystyle (A,\leq )} és isomorf a {\displaystyle (A,\leq )}. - Si {\displaystyle (A,\leq )} és isomorf a {\displaystyle (B,\leq ')}, llavors {\displaystyle (B,\leq ')} és isomorf a {\displaystyle (A,\leq )}. - Si {\displaystyle (A,\leq )} és isomorfo a {\displaystyle (B,\leq ')} i alhora, {\displaystyle (B,\leq ')} és isomorf a {\displaystyle (C,\leq '')} llavors {\displaystyle (A,\leq )} és isomorf a {\displaystyle (C,\leq '')}. |

## Història i concepte
En el segle xx, es va precisar en matemàtiques la noció intuïtiva d'estructura, seguint la concepció d'Aristòtil de la matèria i la forma, segons la qual cada estructura és un conjunt X dotat de certes operacions (com la suma o el producte) o de certes relacions (com una ordenació) o certs subconjunts (com en el cas de la topologia), etc. En aquest cas, el conjunt X és la matèria i les operacions, relacions, etc., en ell definides, són la forma.
El descobrimient de Plató, que la forma és el que importa, es recull en matemàtiques amb el concepte d'isomorfisme. Una aplicació f:X→Y entre dos conjunts dotats del mateix tipus d'estructura és un isomorfisme quan cada element d'Y prové d'un únic element de X i f transforma les operacions, relacions, etc., que hi ha en X en les que hi ha en Y. Quan entre dues estructures hi ha un isomorfisme, ambdues són indistingibles, tenen les mateixes propietats, i qualsevol enunciat és simultàniament cert o fals en les dues. Per això en matemàtiques les estructures s'han de classificar llevat dels isomorfismes.
En el segle XX el biòleg i filòsof de la ciència austríac, Ludwig von Bertalanffy, va recuperar aquest concepte com a element en la formulació de la seva teoria general de sistemes. Per a aquest autor, existien un seguit de coincidències en l'evolució dels processos que es duen a terme en diferents camps del coneixement (la biologia, la demografia, la física, les ciències socials, etc.) que va denominar isomorfismes. Resultava important per al plantejament de la nova teoria, atès que «l'isomorfisme trobat entre diferents terrenys es basa en l'existència de principis generals de sistemes, d'una teoria general dels sistemes més o menys ben desenvolupada».

## Isomorfisme parcial
Està definit com:
| Un isomorfisme parcial entre dos conjunts ordenats {\displaystyle (P,\leq )} i {\displaystyle (Q,\leq ')} és una funció bijectiva {\displaystyle {\begin{array}{rrcl}h:X\to Q\\\end{array}}} amb {\displaystyle X\subseteq P} tal que per a tot {\displaystyle p_{1},p_{2}\in X} es té que: {\displaystyle p_{1}\leq p_{2}} si i només si {\displaystyle h(p_{1})\leq 'h(p_{2})}. |

## Categories
De forma més general, en la teoria de les categories, un isomorfisme és un morfisme que té un invers a la dreta i un invers a l'esquerra.
- Invers a la dreta: si {\displaystyle f:A\rightarrow B}, llavors, existeix {\displaystyle g:B\rightarrow A} tal que {\displaystyle f\circ g=I_{B}}
- Invers a l'esquerra: si {\displaystyle f:A\rightarrow B}, llavors, existeix {\displaystyle g:B\rightarrow A} tal que {\displaystyle g\circ f=I_{A}}

Cal observar que, generalment, l'existència de l'invers a la dreta no comporta l'existència de l'invers a l'esquerra.

## Conjunts isomorfs
Dos conjunts enllaçats per un isomorfisme s'anomenen isomorfs.
Des de molts punts de vista, dos conjunts isomorfs poden ser considerats idèntics. En efecte, normalment les propietats interessants d'un conjunt seran compartides per tots els seus conjunts isomorfs de la categoria.